# Mass Effect
Mass Effect je akční RPG počítačová hra vyvinutá společností BioWare pro herní konzoli Xbox 360, potom převedená pro platformu Microsoft Windows společností Demiurge Studios. Edice pro Xbox 360 vyšla celosvětově v listopadu 2007 pod hlavičkou Microsoft Game Studios. Edici pro Windows vydala 28. května 2008 společnost Electronic Arts. Hra se dočkala dvou pokračování, Mass Effect 2 a Mass Effect 3.
Hra se odehrává v roce 2183. Hráč se vžije do role elitního lidského velitele Sheparda, velitelky Sherpadové (pohlaví a křestní jméno si volí hráč), který/á řeší problém zběhlého agenta, ohrožujícího galaxii.

## Hratelnost

### Tvorba postavy a povolání
Během tvorby postavy si lze vybrat ikonický vzhled postavy Velitele Sheparda, nebo postavu zcela přizpůsobit podle vlastní vůle. Hráč může změnit jeho vzhled, pohlaví, schopnosti i vojenskou minulost.
Hra obsahuje šest možných povolání (character class). Každé povolání sestává z několika dovedností, které se zlepšují dosahováním dalších úrovní. Postavě se touto cestou zvyšují statistiky (např. zdraví, odolnost, síla) a odemykají nové dovednosti, které používá v boji. Díky tomu se hra blíží klasickému RPG nejvíce z celé trilogie.

#### Povolání
- Soldier (voják): nejzdatnější v používání výzbroje a všech zbraní
- Engineer (technik): technicky zaměřené schopnosti (přehřátí zbraní, omezení štítů)
- Adept: nejsilnější v používání biotics (mentální schopnosti, „kouzla“)
- Infiltrator: kombinace Soldier a Engineer
- Sentinel: kombinace Engeneer a Adept
- Vanguard: kombinace Soldier a Adept

#### Minulost postavy
Tyto volby mají vliv na hru samotnou a vedlejší úkoly.
- Postava strávila dětství na Zemi, v lidských koloniích nebo ve vesmíru.
- Hráč si rovněž určí zda je jeho postava jediným přeživším bitvy, válečný hrdina či bezohledný voják.

### Dialogy a morálka
Systém konverzace funguje možnosti z dialogového kola ve spodní straně obrazovky. Na výběr je z nejvíce šesti reakcí.
Dialogy jsou ústředním prvkem pro systém morálky. Počet reakcí postavy je ovlivněn tím, k jakému chování hráč svou postavu vede. Pracuje se zde s pojmy Paragon (Ochránce) a Renegade (Odpadlík), na rozdíl od tradičního „dobra“ a „zla“. Přidání bodů do jedné, nesnižuje body druhé. Paragon odpovídá zdvořilému, profesionálnímu, vstřícnému jednání. Renegade je naopak bezohledné, agresivní, hrubé jednání. Dostatek bodů v nich umožňuje použít rozšířené reakce v dialozích.
Klade se důraz na volby hráče, jimiž je ovlivněn nejen příběh, ale také právě dialogy. Projektový ředitel Casey Hudson z BioWare řekl: „Způsob, jakým hráč hraje po celou dobu hru, způsobí odlišná zakončení, která ovlivní osud lidstva“.

### Souboje a schopnosti
Souboje jsou z pohledu třetí osoby a probíhají v reálném čase. Hráč může ale hru kdykoli pozastavit, zhodnotit situaci, vyměnit zbraně nebo použít schopnosti. Jednotka se skládá z velitele Sheparda a dalších dvou postav, které si vybere. Všichni spojenci mají schopnosti jedné z šesti povolání a tak může hráč sestavit variabilní jednotky podle situace.
Při soubojích se používají střelné zbraně, technické schopnosti (které oslabují nepřátelskou výzbroj a schopnosti) a schopnosti biotické (podobné kouzlům). Hráč přímo kontroluje pouze svoji postavu a členy jednotky pouze rozkazy.
Dvě další schopnosti Charm (šarm) a Intimidate (zastrašení), mají vliv na vývoj děje, dialogy a počet Paragon či Renegade bodů, které postava dostává. Zlepšení těchto schopností nepomáhá v boji, ale odemyká nové možnost vedení dialogů.

### Zbraně a vybavení
Setkáme se se čtyřmi druhy zbraní: pistole, brokovnice, útočná puška a odstřelovací puška. K dispozici jsou i granáty. Hra nepoužívá munici, zbraně se používáním zahřívají a při přehřátí je nutno počkat než vychladnou.
Postavy nosí zbroj, dělící se do třech kategorií: lehká, střední a těžká. Těžší brnění jsou sice odolnější, ale postava se v nich pohybuje pomaleji. Brnění je rovněž vybaveno technologií kinetických bariér, které fungují jako štíty proti palbě.
Postavy používající biotics nebo technické schopnosti mají i své specifické vybavení: implantáty a omni-tools.
Výzbroj a vybavení je možné vylepšovat a upravovat.
Třídy vybavení jsou označovány římskými číslicemi (např. brokovnice Katana I-X). Vyšší třídy jsou lepší a mají více možností pro další úpravy. Vybavení, které hráč postupně nachází, má postupem hry stále vyšší třídu a je dražší.

### Shepardův tým
- Kaidan Alenko - voják v Alianci
- Ashley Madeline Williamsová – voják v Alianci
- Garrus Vakarian – turian, vyšetřovatel C-Secu (Citadel Security)
- Urdnot Wrex – krogan, žoldák
- Tali´Zorah nar Rayya – quarian, technička, dcera admirála Migrační flotily quarianů
- Liara T´Soni – asari, archeoložka a biotička, odbornice na Protheany a dcera Benezie

## Děj
Příběh začíná v roce 2183, kdy jsou lidé součástí galaktické komunity společně s dalšími mimozemskými civilizacemi, mezi které patří např. turiané, asari a salariané.
Vesmírná loď SSV Normandie (s kapitánem Andersonem a pilotem Jeffem 'Joker' Moreauem) letí na planetu Eden Prime vyzvednout Protheanský vysílač, nalezený na planetě. Tento artefakt byl vytvořen vyhynulou rasou Protheanů a může obsahovat nedocenitelné technologické informace a znalosti. Shepard, voják se speciálním výcvikem N7, vede jednotku na tuto misi. Na palubě je i Spectr, turian Nihilus. Spectři jsou elitní agenti operující nad zákonem. Zpovídají se jen Radě Citadely, vládnoucí moci v galaxii. Nihilus má zhodnotit Sheparda, který je kandidátem na prvního lidského Spectra. Shepard se setkává s prvními členy své jednotky, Kaidanem Alenkem a Ashley Williamsovou. Kolonie je pod útokem robotické rasy Gethů vedených zběhlým Spectrem, turianem Sarenem Arteriem. Obě strany hledají artefakt. se svou obrovskou lodí nazývanou Sovereign (Vládce). Saren zabije Nihluse a uprchne s informací z vysílače. Shepard se neúmyslně připlete k artefaktu, který mu zobrazí nejasnou vizi o robotické apokalypse.
Posádka Normandie je předvolána lidským zástupcem Donnelem Udinou do Citadely. Shepard dokáže, že Saren stojí za útokem a je přijat mezi Spectry. Jeho úkolem je zastavit Sarena. Při práci mu pomohou další postavy, turian Garrus Vakarian, krogan Urdnot Wrex a quarianka Tali'Zorah Nar Rayya. Shepard se poprvé dozvídá o legendárních Reaperech, strojích, které vyhubili protheany.
Shepard se stává kapitánem Normandie. Jeho cesta ho zavede na mnoho planet Mléčné dráhy.
- Na Therumu Shepard zachrání asarijskou archeoložku Liaru T'soni, která se přidá k posádce.
- Na Noverii je Shepard nucen zabít matriarchu Beneziu, pravou ruku Sarena, a také matku Liary.
- Na planetě Feros se setkává s pradávnou rostlinnou formou života, shopnou ovládat ostatní.

Shepard si postupně skládá informace o Reaperech ze své vize a z informací, které postupně zjišťuje a začíná si uvědomovat jejich hrozbu pro galaxii. Saren ovládá mysli jeho následovníků (tzv. indoktrinace) prostřednictvím své lodi Sovereign.
Shepard dorazí na Sarenovu hlavní základnu na Virmire. Saren objevil lék na genophage (biologickou zbraň, použitou v minulosti proti kroganům), který se používá pro vybudování armády. Wrex oponuje Shepardovi ve zničení léku a je na hráči, jak konflikt vyřeší. Shepard zjišťuje, že Sovereign je opravdový Reaper. Tyto umělé inteligence cyklicky hubí všechny vyspělé civilizace, po dosažení určité technické úrovně. Dále je zjevné, že Saren samotný je ovládán. Shepard přijde o jednoho člena posádky, buď Ashley, nebo Kaidana. Samotná mise je však úspěšná.
Shepard pronásleduje Sarena na svět Ilos, kde hledá Conduit (převaděč), o němž posádka Normandie usuzuje, že jde o nějakou zbraň Reaperů. Shepard na Ilosu narazí na Protheanskou počítačovou virtuální inteligenci jménem Vigil. Ten mluví o Reaperech. Vigil vysvětluje, že Citadela je vlastně obrovské relé, které používají Reapeři k opakovanému napadání galaxie. Každých 50 000 let Reapeři opakovaně hubí všechny vyspělé civilizace v galaxii, poté se stahují do prázdnoty vesmíru a čekají dalších 50 000 let. Vládce byl jako jediný svého druhu ponechán v Galaxii, aby monitoroval situaci a poté, co nastane čas, signálem aktivoval Citadelu, která má ostatní Reapery okamžitě přitáhnout do galaxie. Během posledního cyklu zániku však několik Protheanů – vědců přežilo, vytvořili majáky aby varovali ostatní a také vytvořili Vigila. Dále vytvořili malé masové relé – převaděč – které využili jako zadní vrátka pro vstup na citadelu. Poté co Reapeři vyhladili skoro všechny Protheany a vrátili se zpět do prázdnoty mimo galaxii, vstoupili přeživší vědci pomocí převaděče znovu do Citadely, kde důmyslně sabotovali systém, pomocí kterého se dostávají Reapeři skrz citadelu do galaxie. Na udržení populace jich bylo málo a tak Protheané vyhynuli.
O 50 000 let později, v současnosti, se Vládce pokusil vyslat signál do Citadely a povolat tak ostatní Reapery ze vzdáleného vesmíru. Proces však selhal kvůli protheanské sabotáži. A tak se Vládce snaží Citadelu aktivovat „ručně“ pomocí prostředníků, jako je Saren.
Saren plánuje sabotáž obejít, a snaží se pomocí převaděče dostat na Citadelu, aby ji mohl předat pod kontrolu Vládce. Vládce mezitím směřuje k Citadele s flotilou Gethů. Shepard pronásleduje Sarena skrz převaděč a snaží se zastavit Sarena. Na citadelu se dostává ve chvíli, kdy ta se ocitá pod útokem Vládce a Gethů.
Flotila citadely a citadela se ocitá pod útokem. Vládce se dostane dovnitř Citadely a přichytí k věži Citadely a čeká až mu Saren předá kontrolu nad stanicí, aby mohl aktivovat relé a přivést Reapery. Shepard mezitím bojuje se Sarenem, který je kompletně ovládaný Vládcem a navíc má tělo vylepšené technologií Reaperů. K Citadele přilétá na pomoc Alianční flotila.
Joker se ptá Sheparda, jestli má Normadie s pomocí flotily lidské Aliance pomoci Radě Citadely (která je evakuována na hlavní lodi citadelské flotily a pod útokem Gethů) – za cenu velkých ztrát –, nebo nechat radu zemřít a zaútočit rovnou na Vládce. Nakonec ale Normandie s alianční flotilou ničí Vládce, stejně jako Shepard poráží Sarena (v podstatě vtěleného Vládce).
Ukončení hry se liší, podle rozhodnutí hráče. Pokud Shepard zachránil Radu, tak bude Rada vděčná a přijme do prvního lidského člena. Pokud bude ale zničena, lidstvo je dominantní mocí a obnovení Rady je v jejích rukách. Shepard je požádán, aby do Rady zvolil buď Davida Andersona, nebo Donnela Udinu. Shepard tak učiní, zaváže se k ukončení hrozby Reaperů.

## Stahovatelný obsah
BioWare také vydalo dvě DLC, které rozšiřují děj a přidávají nové úkoly, postavy, nebo předměty. DLC má českou lokalizaci.

### Bring Down the Sky (Strhnout oblohu)
DLC vydáno 29. března 2008, obsahuje novou misi a lokaci rozšiřující příběh. Setkáváme se zde poprvé s mimozemskou rasou Batarian. Příběh začíná únosem asteroidu určeného k těžbě batarianskými extrémisty, kteří chtějí svrhnout na lidskou kolonii Terra Nova. Velitel Shepard se pokouší o záchranu milionu civilistů.

### Pinnacle Station
DLC vydáno 25. srpna 2009, přináší novou lokaci tajné vesmírné stanice. DLC neobsahuje ucelený příběh, ale nabízí virtuální bojovou arénu, v níž se Shepard může utkat s šampióny a překonávat jejich skóre.

## Pokračování

### Mass Effect 2
Mass Effect 2 byl vydán 26. ledna 2010. Pokračování dějově navazuje na první díl. Hlavní zápletka se zaměřuje na společnost Cerberus a jejího tajemného vůdce, velitel Shepard má za úkol pro Cerberus zjistit, kam se ztrácejí mizející lidé. Pokračování je temnější a akčnější, ale RPG prvků od prvního dílu znatelně ubylo. Do hry je možné importovat uložené pozice z prvního dílu, což má na hru výrazný vliv.

### Mass Effect 3
Mass Effect 3 vyšel 9. března 2012 a přímo navazuje na DLC Arrival (Příchod), příběh začíná na Zemi, kde je Shepard souzen za své činy spáchané v DLC Příchod. Do hry je možné importovat savy z obou dílů. Mass Effect 3 je zakončen několika možnými konci. Třetí díl definitivně uzavírá videoherní trilogii.

## Filmová adaptace
Legendary Pictures chystají filmovou adaptaci hry Mass Effect, příběh má být naprosto nový, ale ve filmu se mají objevit postavy známé ze hry, včetně velitele Sheparda. Na scénář má vliv i studio BioWare.